# 遼寧医学院
遼寧医学院（りょうねいいがくいん）は、1946年に創立された中国遼寧省錦州市唯一の省所属の医学専門の公立大学である。

## 概要
医学、農学、工学、管理学の4学科、臨床医学、口腔医学、医学影像学、麻酔学、病理学、薬学、公共事業管理、動物科学、動物医学、食品科学課程等23の本科の他、耳鼻咽喉科学、口腔医学、人体解剖学などの学科や大学院、研究所がある。留学生の受け入れも行っている。

## 沿革
- 1946年　遼寧軍区衛生幹部学校として創立
- 1947年　遼北医学院と改名
- 1958年　錦州医学院と改名
- 2006年　遼寧医学院と改名
- 2016年3月,锦州医科大学と改名

## 学長
- 丁维光

## 不祥事
- 2013年10月、当時の副院長(副学長)2名、付属第3病院長が、2014年1月には、前党委書記が職務を利用して巨額な賄賂を受け取った容疑で身柄拘束をされ、2014年5月、4人に対して、党籍剥奪と公職追放、不正に得た財産没収の処分にした上に身柄を司法機関に送致した。

## 姉妹校
- 九州環境福祉医療専門学校

## 参照項目
- 遼寧省内の医科大学：中国医科大学、瀋陽医学院、遼寧中医薬大学、大連医科大学